# جانسون سيتي (نيويورك)
جانسون سيتي (بالإنجليزية: Johnson City, New York)‏ هي بلدة تقع في الولايات المتحدة في مقاطعة بروم، نيويورك. يقدر عدد سكانها بـ 15,174 نسمة ومساحتها 12.0 كم2 وترتفع عن سطح البحر 266 متر.

## التركيبة السكانية
حدّد مكتب تعداد الولايات المتحدة بيانات التركيبة السكانية لجانسون سيتي في تعداد الولايات المتحدة. في ما يلي، التركيبة السكانية حسب تعدادي 2000 و2010.

### تعداد عام 2000
بلغ عدد سكان جانسون سيتي 15,535 نسمة بحسب تعداد عام 2000، وبلغ عدد الأسر 6,981 أسرة وعدد العائلات 3,653 عائلة مقيمة في القرية. في حين سجلت الكثافة السكانية 1,284.9 نسمة لكل كيلومتر مربع (3,327.9/ميل2). وبلغ عدد الوحدات السكنية 7,650 وحدة بمتوسط كثافة قدره 632.8 لكل كيلومتر مربع (1,638.9/ميل2).
وتوزع التركيب العرقي للقرية بنسبة 88.86% من البيض و3.09% من الأمريكيين الأفارقة و0.19% من الأمريكيين الأصليين و4.93% من الأمريكيين ذوي الأصول الآسيوية و0.05% من سكان جزر المحيط الهادئ و0.84% من الأعراق الأخرى و2.03% من عرقين مختلطين أو أكثر و2.23% من الهسبانيون أو اللاتينيون من أي عرق.
بلغ عدد الأسر 6,981 أسرة كانت نسبة 24.6% منها لديها أطفال تحت سن الثامنة عشر تعيش معهم، وبلغت نسبة الأزواج القاطنين مع بعضهم البعض 37.1% من أصل المجموع الكلي للأسر، ونسبة 12% من الأسر كان لديها معيلات من الإناث دون وجود شريك، بينما كانت نسبة 3.3% من الأسر لديها معيلون من الذكور دون وجود شريكة وكانت نسبة 47.7% من غير العائلات. تألفت نسبة 40.3% من أصل جميع الأسر من عدة أفراد يعيشون في نفس المنزل ونسبة 16.5% كانت تتألف من شخص يعيش بمفرده يبلغ من العمر 65 عاماً أو أكثر. وبلغ متوسط حجم الأسرة المعيشية 2.12، أما متوسط حجم العائلات فبلغ 2.88.
بلغ العمر الوسطي للسكان 39.3 عاماً. وكانت نسبة 20% من القاطنين تحت سن الثامنة عشر، وكانت نسبة 10.1% بين الثامنة عشر والرابعة والعشرين عاماً، ونسبة 26.9% كانت واقعةً في الفئة العمرية ما بين الخامسة والعشرين والرابعة والأربعين عاماً، ونسبة 20% كانت ما بين الخامسة والأربعين والرابعة والستين، ونسبة 18.5% كانت ضمن فئة الخامسة والستين عاماً فما فوق. يوجد لكل 100 أنثى 88.5 ذكر، ويوجد لكل 100 أنثى في الثامنة عشر من عمرها فما فوق 86.1 ذكر.
بلغ متوسط دخل الأسرة في القرية 27,438 دولارًا، أما متوسط دخل العائلة فبلغ 39,241 دولارًا. وكان متوسط دخل الذكور 31,980 دولارًا مقابل 24,656 دولارًا للإناث. وسجل دخل الفرد الخاص بالقرية 17,511 دولارًا. وكانت نسبة 11.6% من العائلات ونسبة 16% من السكان تحت خط الفقر، وكان من هؤلاء نسبة 27% تحت سن الثامنة عشر ونسبة 6.1% في الخامسة والستين من العمر وما فوق.

### تعداد عام 2010
بلغ عدد سكان جانسون سيتي 15,174 نسمة بحسب تعداد عام 2010، وبلغ عدد الأسر 6,732 أسرة وعدد العائلات 3,502 عائلة مقيمة في القرية. في حين سجلت الكثافة السكانية 1,255.1 نسمة لكل كيلومتر مربع (3,250.7/ميل2). وبلغ عدد الوحدات السكنية 7,443 وحدة بمتوسط كثافة قدره 615.6 لكل كيلومتر مربع (1,594.4/ميل2).
وتوزع التركيب العرقي للقرية بنسبة 82.92% من البيض و6.32% من الأمريكيين الأفارقة و0.24% من الأمريكيين الأصليين و5.34% من الأمريكيين ذوي الأصول الآسيوية و0.05% من سكان جزر المحيط الهادئ و1.42% من الأعراق الأخرى و3.71% من عرقين مختلطين أو أكثر و4.22% من الهسبانيون أو اللاتينيون من أي عرق.
بلغ عدد الأسر 6,732 أسرة كانت نسبة 23.7% منها لديها أطفال تحت سن الثامنة عشر تعيش معهم، وبلغت نسبة الأزواج القاطنين مع بعضهم البعض 33.9% من أصل المجموع الكلي للأسر، ونسبة 13.6% من الأسر كان لديها معيلات من الإناث دون وجود شريك، بينما كانت نسبة 4.5% من الأسر لديها معيلون من الذكور دون وجود شريكة وكانت نسبة 48% من غير العائلات. تألفت نسبة 38.4% من أصل جميع الأسر من عدة أفراد يعيشون في نفس المنزل ونسبة 13.8% كانت تتألف من شخص يعيش بمفرده يبلغ من العمر 65 عاماً أو أكثر. وبلغ متوسط حجم الأسرة المعيشية 2.19، أما متوسط حجم العائلات فبلغ 2.92.
بلغ العمر الوسطي للسكان 38.4 عاماً. وكانت نسبة 20.1% من القاطنين تحت سن الثامنة عشر، وكانت نسبة 11.4% بين الثامنة عشر والرابعة والعشرين عاماً، ونسبة 26% كانت واقعةً في الفئة العمرية ما بين الخامسة والعشرين والرابعة والأربعين عاماً، ونسبة 26.1% كانت ما بين الخامسة والأربعين والرابعة والستين، ونسبة 16.4% كانت ضمن فئة الخامسة والستين عاماً فما فوق. وتوزع التركيب الجنسي للسكان بنسبة 47.9% ذكور و52.1% إناث.

## أعلام
- لورانس د. بيترز
- مايكل أورين
- دوك فاريل
- جاك دان
- مايك دونهام
- مايك ميرفي
- أوتيس جونسون